# Michael (pel·lícula de 1924)
Michael (també coneguda com a Mikaël) és una pel·lícula muda dramàtica alemanya dirigida per Carl Theodor Dreyer i estrenada a Berlín el 26 de setembre de 1924. És protagonitzada per Walter Slezak com el titular Michael, el jove assistent i model de l'artista Claude Zoret (Benjamin Christensen). Juntament amb Diferent de la resta (1919) i Geschlecht in Fesseln (1928), Michael es considera àmpliament una fita gai en el cinema mut.
La pel·lícula està basada en la novel·la de Herman Bang del 1902 Mikael. És la segona adaptació cinematogràfica del llibre, la primera és Vingarne, feta vuit anys abans pel director Mauritz Stiller. Michael, però, segueix la història de Bang molt més de prop que la versió cinematogràfica anterior.

## Trama
Un famós pintor anomenat Claude Zoret s'enamora d'un dels seus models, Michael, i durant un temps els dos viuen feliços com a socis. Conscient de ser considerablement més gran que Michael, en Zoret actua de manera gelosa i possessiva. Michael comença a allunyar-se d'ell, fent que en Zoret l'allunyi de manera passiva i agressiva. Quan una comtessa arruïnada ve a Zoret per fer-se un retrat, amb la veritable intenció de seduir-lo i estafar-li els diners, descobreix que Michael és més receptiu als seus avenços. Amb el seu lideratge, els dos ràpidament es converteixen en parella i immediatament comença a utilitzar en Michael per robar a Zoret. Quan en Zoret descobreix el que està passant, queda aixafat i la seva obra pateix terriblement.
Michael ven el quadre que en Zoret va fer d'ell i li va regalar, i roba i ven els esbossos que Zoret va fer del seu temps a Alger, on es van enamorar per primera vegada. Zoret comença a treballar en la seva obra mestra: una pintura a gran escala d'un home estirat a una platja, utilitzant Alger com a fons, que representa "un home que ho ha perdut tot", tal com va dir un personatge a primera vista de l'obra.
En acabar el quadre, en Zoret cau malalt. Charles Switt s'asseu al costat de Zoret al seu llit de mort. Switt sempre havia estimat en Zoret i s'ha quedat amb ell durant tot el temps, sense criticar mai Michael per por de ferir el seu amor no correspost. Switt envia un missatge a Michael, dient-li que en Zoret s'està morint i que vingui de seguida, però la Comtessa li impedeix que ho faci. Les últimes paraules de Zoret, que també serveixen de pròleg de la pel·lícula, són "Ara puc morir en pau, perquè he vist l'amor veritable".

## Repartiment
- Walter Slezak com a Michael
- Benjamin Christensen com a Claude Zoret
- Nora Gregor com la comtessa Lucia Zamikow
- Robert Garrison com a Charles Switt, periodista
- Max Auzinger com a Jules, administrador principal de la casa
- Didier Aslan com a duc de Monthieu
- Alexander Murski com el Sr. Adelsskjold
- Grete Mosheim com a Sra. Alice Adelsskjold
- Karl Freund com a LeBlanc, marxant d'art
- Wilhelmine Sandrock com a vídua de Monthieu

## Recepció crítica i llegat
Les respostes inicials a la pel·lícula van incloure algunes objeccions importants. El crític de cinema Mordaunt Hall, va escriure el desembre de 1926 a The New York Times, va pronunciar:
| « | "Michael" és una obra avorrida, redimida només per algunes escenes artístiques i l'hàbil retrat de Benjamin Christensen de Claude Zoret, un artista... L'actriu que representa la princesa no actua bé, i Walter Slezak, que figura com el jove, dona una suplantació estirada i aficionada. | » |

Critica la pel·lícula pel que va percebre com un oportunisme per a un director alemany per fer una "amorada a França" filmant figures nacionals menys favorables a la pantalla (Zoret suposadament es basava en l'escultor francès Auguste Rodin). Els matisos homosexuals també van molestar els crítics, ja que "Michael [va ser] una de les poques produccions d'estudi de gran pressupost del període mut que [va tractar] de l'homosexualitat; tot i que continua implícita, va ser fàcilment evident per a molts contemporanis."
Després que Dreyer s'hagués consolidat com un director destacat a través de les seves pel·lícules posteriors, sobretot La Passion de Jeanne d'Arc (1928), que es considera una obra mestra, la crítica va començar a revalorar Michael. Des de la perspectiva de la teoria d'autor, aquesta pel·lícula mostra molts elements característics de l'estil de direcció personal de Dreyer, com ara el seu ús dels primers plans d'una "manera que... fa una imatge tranquil·la de sentiments aclaparadors." També s'ha suggerit que la pel·lícula reflecteix els sentiments personals albergats per Dreyer després d'una suposada relació homosexual.
S'ha citat que la pel·lícula va influir en diversos directors. Alfred Hitchcock es va inspirar en motius de Michael per al seu guió de The Blackguard (1925). La pel·lícula es considera una obra inicial important en el cinema mut gai.

## Mitjans domèstics
La pel·lícula va ser llançada en DVD a la Regió 2 per Eureka Entertainment Ltd. com a part de la sèrie Masters of Cinema el 25 d'octubre de 2004 amb el títol Michael. Dos mesos després, el 14 de desembre, Kino International va llançar una versió de Regió 1 amb el títol Carl Theodor Dreyer's Michael. Kino International va conservar els drets d'autor als Estats Units fins que la pel·lícula va arribar al domini públic a aquest país el 2020.